# 半浊音符
半濁音符（日语：半濁点），是日語假名的半濁音符號，註記於假名文字的右上方。只用在は行的五個假名，稱之為ぱ行。基於形狀，該符號被稱為「圓」（日语：まる）。

## 一般使用
以下列表包含在普通日語中使用的假名。
- ぱ、ぴ、ぷ、ぺ、ぽ：は行的字加上半浊音符後，輔音全部變成[p]。

## 特殊用途
用於日語語言學和阿伊努語。
- カ゚、キ゚、ク゚、ケ゚、コ゚ - 用以表示鼻濁音[ŋa ŋi ŋɯ ŋe ŋo]。
- ㇷ゚（小假名）- 主要是在阿伊努語中的假名符號，用以標記放在音節的末尾的[p]。

## 曾經在以前使用的假名
- さ゚（サ゚） - 在江戶時代，它被用來代表江戶語言的「ツァ」音。片假名中的「サ゚」主要用於唐音資料。
- - 在江戶時代，它被用來代表在唐音或阿伊努語中的「チェ」的音。
- - 這兩個字母主要用於早期文獻，代表阿伊努語發音「トゥ」。
- ラ゚、リ゚、ル゚、レ゚、ロ゚ - 它們曾在明治時代被部分地使用。將ラ行加上半濁音符，藉以區別外來語中的L音與R音。
- イ゚、ロ゚、ニ゚、ト゚、チ゚、リ゚、ヌ゚、ル゚、ヲ゚、ワ゚、カ゚、ヨ゚、タ゚、レ゚、ソ゚、ツ゚、ネ゚、子゚、ナ゚、ラ゚、ム゚、ウ゚、井゚、ノ゚、オ゚、ク゚、ヤ゚、マ゚、ケ゚、コ゚、エ゚、テ゚、ア゚、サ゚、キ゚、ユ゚、メ゚、ミ゚、シ゚、ヱ゚、モ゚、セ゚、ス゚、ン゚ - 用於電報密碼（代碼）的電報的片假名的一部分[1]。

## 代碼位置
| 點字       | －－ －●     |
| 莫爾斯電碼 | ・・－－・   |
| 旗語       | （第14原画） |

| 記号 | Unicode | JIS X 0213 | 字符實體引用      | 名称               |
| ---- | ------- | ---------- | ----------------- | ------------------ |
| ゜   | U+309C  | 1-1-12     | &#x309C; &#12444; | 半濁點             |
| ゚     | U+309A  | -          | &#x309A; &#12442; | 半濁點（組合字符） |
| ﾟ    | U+FF9F  | 1-1-12     | &#xFF9F; &#65439; | 半濁點（半角）     |

- 此外，U+302B「 〫」（IDEOGRAPHIC RISING TONE MARK）和U+302C「 〬」（IDEOGRAPHIC DEPARTING TONE MARK）也具有與半濁點相似的圖形形狀，但這些是發圈法中的上声标志和去声标志。